# Catadelphus semiruber
Catadelphus semiruber är en stekelart som beskrevs av Stephen Donald Hopper 1939. Catadelphus semiruber ingår i släktet Catadelphus och familjen brokparasitsteklar. Inga underarter finns listade.